# بخش کرامول، شهرستان کلی، مینه سوتا
بخش کرامول (به انگلیسی: Cromwell Township) یک منطقهٔ مسکونی در ایالات متحده آمریکا است که در شهرستان کلی، مینه‌سوتا واقع شده‌است.
 بخش کرامول ۸۷٫۳ کیلومتر مربع مساحت و ۳۲۳ نفر جمعیت دارد و ۳۵۴ متر بالاتر از سطح دریا واقع شده‌است.